# Media Queries
Media Queries (Медийни Запитвания) е модул на CSS3, позволяващ рендерирането да се адаптира към характеристики като разделителната способност на монитора. През юни 2012 г. става препоръчителен стандарт на W3C и е крайъгълен камък в адаптивния уеб дизайн. 

## Ползване на медийни запитвания
Медийните запитвания се състоят от медиен тип (media type) и един или повече изрази, включващи медийни характеристики (media features), които дават като резултат булев израз. Резултатът от запитването е „вярно“, ако специфицираният медиен тип отговаря на вида устройство, на което се показва документът и същевременно всички останали изрази в медийното запитване имат за отговор „вярно“. Когато медийното запитване е вярно, се прилагат съответният стил или съответните правила за стил при спазване на нормалните каскадни правила. 
Един прост пример:
```
@
media
 
screen
 
and
 
(
min-width
:
500px
)
 
{
 
...
 
}

```

## Медийни типове
Медиен тип може да бъде деклариран в <head>-елемента на хипертекстов документ посредством атрибута media в елемент <link>. Стойността на атрибута media определя на какво устройство ще бъде показан свързаният документ.  Медийни типове могат да бъдат декларирани и в инструкции за обработка на XML – инструкциите @import at и @media at. CSS2 дефинира следните медийни типове: 
- braille (брайлов)
- embossed (релефен)
- handheld (ръчен)
- print (печат)
- projection (проекция)
- screen (екран)
- speech (реч)
- tty (телекс)
- tv (телевизия)

Медийният тип all (всички) също може да бъде използван за указване на това, че даден стил се прилага на всички медийни типове. 